# Serafim Gonzalez
Serafim Gonzalez (Sertãozinho, 19 de maio de 1934 – Santos, 29 de abril de 2007) foi um ator e escultor brasileiro.

## Biografia
Filho de espanhóis, nasceu no interior de São Paulo e começou sua carreira em Santos, aos catorze anos. Pouco depois iria para São Paulo, onde trabalharia na então novíssima TV Tupi. Participa de várias novelas ao vivo. Nas décadas de 1970, também participa de peças de teatro e de pornochanchadas, como Convite ao Prazer (1980) e Me Deixa de Quatro (1981). No entanto, seu maior sucesso sempre foi na televisão, em novelas como as primeiras versões de Mulheres de Areia (1973 e 1993) (onde esculpiu as estátuas feitas, na trama, pelo personagem Tonho da Lua) e A Viagem, de (1975), no papel de Ismael, vivido por Jonas Bloch no remake de 1994.
Também participou de várias novelas produzidas pelo SBT, como Pícara Sonhadora (2001), Chiquititas, em (2000) e Marisol (2002).
Na Globo fez novelas de destaque como Felicidade (1991), Mulheres de Areia (1993), Anjo Mau (1997), Por Amor (1997) e foi o Doutor Onofre Moretti de Mulheres Apaixonadas (2003).
Em 2005, teve destaque ao interpretar o inofensivo velhinho Seu Quiqui, que posteriormente revela-se um vilão perigoso, na novela Belíssima.
Sua última aparição na TV, no entanto, deu-se no SBT, em uma participação especial na novela Cristal em 2006.

## Vida pessoal
Era casado, desde 1955, com a ex-atriz Mara Hüsemann, com quem teve três filhos.

### Morte
Faleceu de insuficiência respiratória em 29 de abril de 2007 aos 72 anos de idade.

## Filmografia

### Televisão
| Ano  | Título                             | Personagem                              | Notas                        |
| ---- | ---------------------------------- | --------------------------------------- | ---------------------------- |
| 2006 | Cristal                            | Bispo Lourenço                          |                              |
| 2005 | Belíssima                          | Seu Aquilino "Quiqui" Santana           |                              |
| 2005 | Mad Maria                          | Souza                                   |                              |
| 2004 | A Escrava Isaura                   | Juiz                                    |                              |
| 2004 | Meu Cunhado                        | Dr. Tebas                               | 2 episódios                  |
| 2003 | Mulheres Apaixonadas               | Dr. Onofre Moretti                      |                              |
| 2002 | Marisol                            | Augusto Lima do Vale                    |                              |
| 2001 | Pícara Sonhadora                   | Camilo                                  |                              |
| 2000 | Chiquititas                        | Tonico Bragança D'Ávila                 | Temporada 5                  |
| 2000 | Aquarela do Brasil                 | Aníbal                                  |                              |
| 1999 | Terra Nostra                       | Padre Vitor                             |                              |
| 1999 | Chiquinha Gonzaga                  | Jacinto Ribeiro do Amaral (última fase) |                              |
| 1999 | Ô... Coitado!                      | Fritz (Batata)                          |                              |
| 1998 | Fascinação                         | Juiz Adão                               |                              |
| 1998 | A História de Ester                | Mordecai                                |                              |
| 1998 | Por Amor                           | Padre                                   |                              |
| 1998 | Dona Flor e seus dois maridos      | Anélio Lemos do Couto                   |                              |
| 1997 | Anjo Mau                           | Dr. Montaulio                           |                              |
| 1997 | Mandacaru                          | Dom Sebastião                           |                              |
| 1996 | Antônio Alves, Taxista             | Devanildo                               |                              |
| 1995 | Tocaia Grande                      | Kurt                                    |                              |
| 1993 | Mulheres de Areia                  | Garnizé                                 |                              |
| 1992 | Você Decide                        |                                         | Episódio: "Carrasco Nazista" |
| 1991 | Felicidade                         | Zé Maria                                |                              |
| 1990 | Rainha da Sucata                   | Gianlucca Muniz de Souza                |                              |
| 1990 | A História de Ana Raio e Zé Trovão | Klaus                                   |                              |
| 1989 | Sampa                              | Agamenon                                |                              |
| 1988 | Abolição                           | Desembargador Coelho Bastos             |                              |
| 1986 | Memórias de um Gigolô              | Dr. Franco                              |                              |
| 1985 | Jogo do Amor                       | João Fogaça                             |                              |
| 1983 | Fernando da Gata                   | Dr. Modesto Pires                       |                              |
| 1982 | Música ao Longe                    | João                                    |                              |
| 1982 | Ninho da Serpente                  | Lucas                                   |                              |
| 1982 | Renúncia                           | Coronel Vicente                         |                              |
| 1979 | Gaivotas                           | Paulo                                   |                              |
| 1978 | Roda de Fogo                       | Barbosa                                 |                              |
| 1978 | Aritana                            | Seabra                                  |                              |
| 1977 | Um sol maior                       | Maestro Vitor Villa Verde               |                              |
| 1976 | Papai Coração                      | Renato                                  |                              |
| 1975 | A Viagem                           | Ismael Novais                           |                              |
| 1975 | Ovelha Negra                       | Cirilo                                  |                              |
| 1974 | Ídolo de Pano                      | Doutor Fontes                           |                              |
| 1974 | Os Inocentes                       | Salvador                                |                              |
| 1973 | Mulheres de Areia                  | Walter "Alemão"                         |                              |
| 1972 | Camomila e Bem-me-quer             | Vinícius                                |                              |
| 1972 | Signo da Esperança                 | Miro                                    |                              |
| 1971 | Nossa Filha Gabriela               | Fratelo                                 |                              |
| 1971 | Editora Mayo, bom dia              | —                                       |                              |
| 1970 | Irmãos Coragem                     | Jonas                                   |                              |
| 1969 | Dez Vidas                          | João Fernandes                          |                              |
| 1969 | Os Estranhos                       | Mendonça                                |                              |
| 1969 | A menina do veleiro azul           | Rodolfo                                 |                              |
| 1968 | Legião dos esquecidos              | Sargento                                |                              |
| 1968 | A Muralha                          | Dom Guilherme Saltão                    |                              |
| 1967 | Os Miseráveis                      | Senhor Thénardier                       |                              |
| 1967 | O Pequeno Lord                     | —                                       |                              |
| 1967 | Sublime Amor                       | —                                       |                              |

### Cinema
| Ano  | Título                                 | Personagem         | Notas                       |
| ---- | -------------------------------------- | ------------------ | --------------------------- |
| 2003 | Acquaria                               | Sárkis             |                             |
| 1994 | Lumpet                                 | Mendigo            | Curta-metragem              |
| 1990 | Atração Satânica                       | Friar              |                             |
| 1988 | Cio dos Amantes                        | —                  |                             |
| 1984 | S.O.S. Sex-Shop                        | Dinho              |                             |
| 1984 | Mulher... Sexo... Veneno               | Manoel             |                             |
| 1983 | Põe Devagar... Bem Devagarinho         | —                  |                             |
| 1983 | Estranho Desejo                        | Médico             |                             |
| 1982 | Sexo às Avessas                        | Heleno             |                             |
| 1982 | Retrato Falado de uma Mulher Sem Pudor | Leopoldo Bergson   |                             |
| 1981 | As Prostitutas do Dr. Alberto          | Médico             |                             |
| 1981 | Sexo, Sua Única Arma                   | Humberto           |                             |
| 1981 | Como Faturar a Mulher do Próximo       | Cláudio            |                             |
| 1981 | Eros, O Deus do Amor                   | Leo                |                             |
| 1981 | Me Deixa de Quatro                     | Guido              |                             |
| 1980 | Convite ao Prazer                      | Luciano            |                             |
| 1980 | A Prisão                               | —                  |                             |
| 1980 | Os Indecentes                          | Papalégua          |                             |
| 1980 | O Inseto do Amor                       | Prefeito Galvão    |                             |
| 1978 | As Filhas do Fogo                      | Forasteiro         |                             |
| 1976 | Incesto                                | —                  |                             |
| 1972 | Vozes do Medo                          | —                  | Segmento: "A Feira do Medo" |
| 1971 | Um Anjo Mau                            | Líder dos leprosos |                             |